# Queen of tears
Queen of tears o, en català La reina de les llàgrimes (en hangul, 눈물의 여왕; en hanja, 눈물의 女王; romanització revisada del coreà, Nunmul-ui yeowang; McCune-Reischauer, Nunmulŭi yŏwang) és una sèrie de televisió sud-coreana escrita per Park Ji-eun, codirigida per Jang Young-woo i Kim Hee-won, i protagonitzada per Kim Soo-hyun, Kim Ji-won, Park Sung-hoon, Kwak Dong-yeon i Lee Joo-bin . S'emet pel canal tvN des del 9 de març fins al 28 d'abril del 2024, els dissabtes i diumenges a les 21:20 ( hora local coreana ). També està disponible a les plataformes TVING i Netflix per a alguns països del món.